# 한수진 (언론인)
한수진(1969년 7월 24일~)은 전직 언론인 출신으로, 대한민국의 방송사 SBS 소속의 선임기자였다.

## 학력
- 보성여자고등학교 졸업
- 연세대학교 신문방송학과 학사

## 생애
연세대학교 신문방송학과 4학년에 재학 당시였던, 1991년에 보도본부 앵커전문요원 공채로 서울방송(지금의 SBS)에 입사하였다. 이후 1994년에는 서울방송(SBS)의 보도국으로 자리를 옮겨 보도국 문화부 기자, 수도권뉴스 앵커, 주말 SBS 8 뉴스 앵커를 거쳐 이후 1994년 4월부터 2002년 4월까지 8년간 SBS 8 뉴스를 진행하였는데, 이 진행 기간은 SBS 개국 이래 여성 앵커의 최장 진행 기록이기도 하였다. 2005년 3월 6일부터 2007년 4월 22일까지 SBS TV의 한수진의 선데이 클릭을 진행하였다. 2009년 3월 7일부터 2009년 10월 25일까지는 《주말 SBS 전망대》를 2009년 10월 26일부터 2011년 4월 1일까지 《한수진의 오늘》을 진행했고 2010년 11월 3일부터 2011년 3월 9일까지 SBS 뉴스추적을 진행했고 2011년 3월 22일부터 2013년 2월 19일까지는 《SBS 뉴스추적》의 후작인 《기자가 만나는 세상 현장 21》을 진행했고 2012년 12월 17일부터 2016년 8월 20일까지는 《한수진의 시사전망대》를 진행하다가 국제부장으로 발령나서 중간 하차하였다. 2016년 8월부터 2016년 12월까지 국제부장을 맡았다. 선임기자로써 평일 오후 5시에 《SBS 오 뉴스》를 진행했고 일요일 오전 11시에 라디오 한수진이 만난사람 진행했다. 2021년 10월 31일을 끝으로 30년간 몸 담은 SBS를 떠났다.